# Pseudodihammus albicans
Pseudodihammus albicans är en skalbaggsart som beskrevs av Stefan von Breuning 1936. Pseudodihammus albicans ingår i släktet Pseudodihammus och familjen långhorningar.
Artens utbredningsområde är Sarawak. Inga underarter finns listade i Catalogue of Life.